# Milady de Winter
Milady de Winter es un personaje literario creado por Alexandre Dumas (padre) y antagonista de Los tres mosqueteros, entrega de origen folletinesco que relata sus intrigas, sus asesinatos y su posterior juicio y ejecución. Es espía del cardenal Richelieu, uno de los grandes antagonistas de la historia. Su papel en la primera parte es seducir al duque de Buckingham (ministro inglés), que es también el amante secreto de la reina Ana de Francia. El plan es frustrado por D'Artagnan y los tres mosqueteros, aunque la confrontación entre D'Artagnan y Milady se lleva gran parte de la segunda mitad de la novela.

## Descripción
En Los tres mosqueteros se la describe como una mujer joven y bella, aparentemente de unos veintidós a veintiséis años, de tez pálida, de largos cabellos rubios que caían en bucles sobre sus hombros, de grandes ojos azules lánguidos, de labios rosados y manos de alabastro. Milady posee una voz capaz de seducir y "embrujar". Siendo de origen francés, puede pasar por una inglesa nativa, lo que le facilita su labor de espionaje. El hermoso exterior de Milady esconde un interior diabólicamente astuto, despiadado y cruel; es implacable y no tiene remordimientos por sus innumerables "fechorías". A menudo se le describe como "demoníaca" o espantosamente horrible, en el instante en que ve frustrados sus objetivos. 
Milady se reveló más tarde como la esposa de Athos, originalmente el conde de la Fère, uno de los tres mosqueteros del título de la novela.

## Orígenes de Milady de Winter
Como agente de confianza del cardenal Richelieu, cumplió con la misión de hacer asesinar al duque de Buckingham, instando a esto al puritano Felton, hombre de confianza del segundo Lord de Winter. De regreso a Francia, asesinó a Constanza Bonacieux, novia del mosquetero d'Artagnan, dándole a beber un vino envenenado, en un convento de Béthune. Poco después fue capturada y juzgada por los cuatro célebres mosqueteros, D'Artagnan, Athos, Porthos y Aramis, quienes decidieron su ejecución junto con Lord de Winter. Fue decapitada por el mismo verdugo que la marcó, quien obtuvo así su venganza por la muerte de su hermano, que se ahorcó al ser traicionado por Milady, cuando ésta se casó con el conde de la Fére. 
Milady dejó un hijo, Mordaunt, quien en la novela Veinte años después busca infructuosamente vengar la muerte de su madre.

## Cine y televisión
- Barbara La Marr en Los tres mosqueteros (1921)
- Lana Turner en Los tres mosqueteros (1948)
- Mylène Demongeot en Los tres mosqueteros (1961)
- Faye Dunaway en Los tres mosqueteros (1973) y Los cuatro mosqueteros (1974)
- Nadiuska en La loca historia de los tres mosqueteros (1983)
- Rebecca De Mornay en Los tres mosqueteros (1993)
- Milla Jovovich en Los tres mosqueteros (2011)
- Maimie McCoy en la serie The Musketeers (2014-2016)
- Eva Green en Los tres mosqueteros: D'Artagnan y Los tres mosqueteros: Milady (2023)

- Datos: Q507978